# Martin Kohlsdorf
Martin Kohlsdorf (auch Martin Kolsdorf; Martin Kolsdorffius; * um 1585 in Neisse, Fürstentum Neisse; † 9. Juli 1624, Breslau, Fürstentum Breslau) war von 1617 bis 1624 Titularbischof von Nicopolis (Nicopolitanus) und Weihbischof in Breslau. Ab 1621 bis zu seinem Tod war er zudem Generalvikar des Bischofs von Breslau.

## Leben
Seine Eltern waren die Neisser Bürger Nikolaus und Hedwig Kohlsdorf. Martin studierte in Rom, wo er zum Doktor der Theologie promovierte. Im Jahre 1600 wurde er Domherr in Breslau, 1613 Stiftskanoniker in Glogau. Außerdem war er Propst des Breslauer Kreuzstifts.
Auf Wunsch des Breslauer Bischofs Karl von Österreich wurde er am 24. Januar 1617 zum Titularbischof von Nicopolis und Weihbischof in Breslau ernannt. Da Bischof Karl selbst noch nicht das Kanonische Alter erreicht hatte, wurde Martin Kohlsdorf am 23. April 1617 durch den Prager Erzbischof Jan Lohelius in der Kirche des Prämonstratenserklosters Strahov zum Bischof geweiht. Am 29. Juli 1617 nahm Martin Kohlsdorf in Prag als Vertreter seines Bischofs an der Krönung Ferdinands II. zum König von Böhmen teil. Nach der Flucht des Bischofs huldigte er 1619 zusammen mit dem Domkapitel dem neu gewählten böhmischen König Friedrich V. von der Pfalz, der 1620 nach der Schlacht am Weißen Berg ins Exil in die Niederlande floh. Nach der Rückkehr des Bischofs nach Breslau wurde Martin Kohlsdorf 1621 von diesem zu seinem Generalvikar berufen.
Martin Kohlsdorf starb am 9. Juli 1624. Sein Leichnam wurde im Breslauer Dom beigesetzt.